# QNAP
QNAP — компания-производитель сетевых систем хранения данных (NAS) и видеорегистраторов (NVR). Программное обеспечение собственной разработки базируется на операционных системах Linux и FreeBSD.
Полное наименование — QNAP Systems Incorporated, название расшифровывается как «поставщик качественных сетевых устройств» (англ. Quality Network Appliance Provider»). Штаб-квартира расположена в Тайбэе (Тайвань).

## История
QNAP первоначально существовал как отдел IEI Integration Corporation, поставщика услуг промышленных вычислений, расположенного на Тайване.
В 2004 году QNAP Systems Inc. была выделена в отдельную компанию.